# Feuerwehrschalter

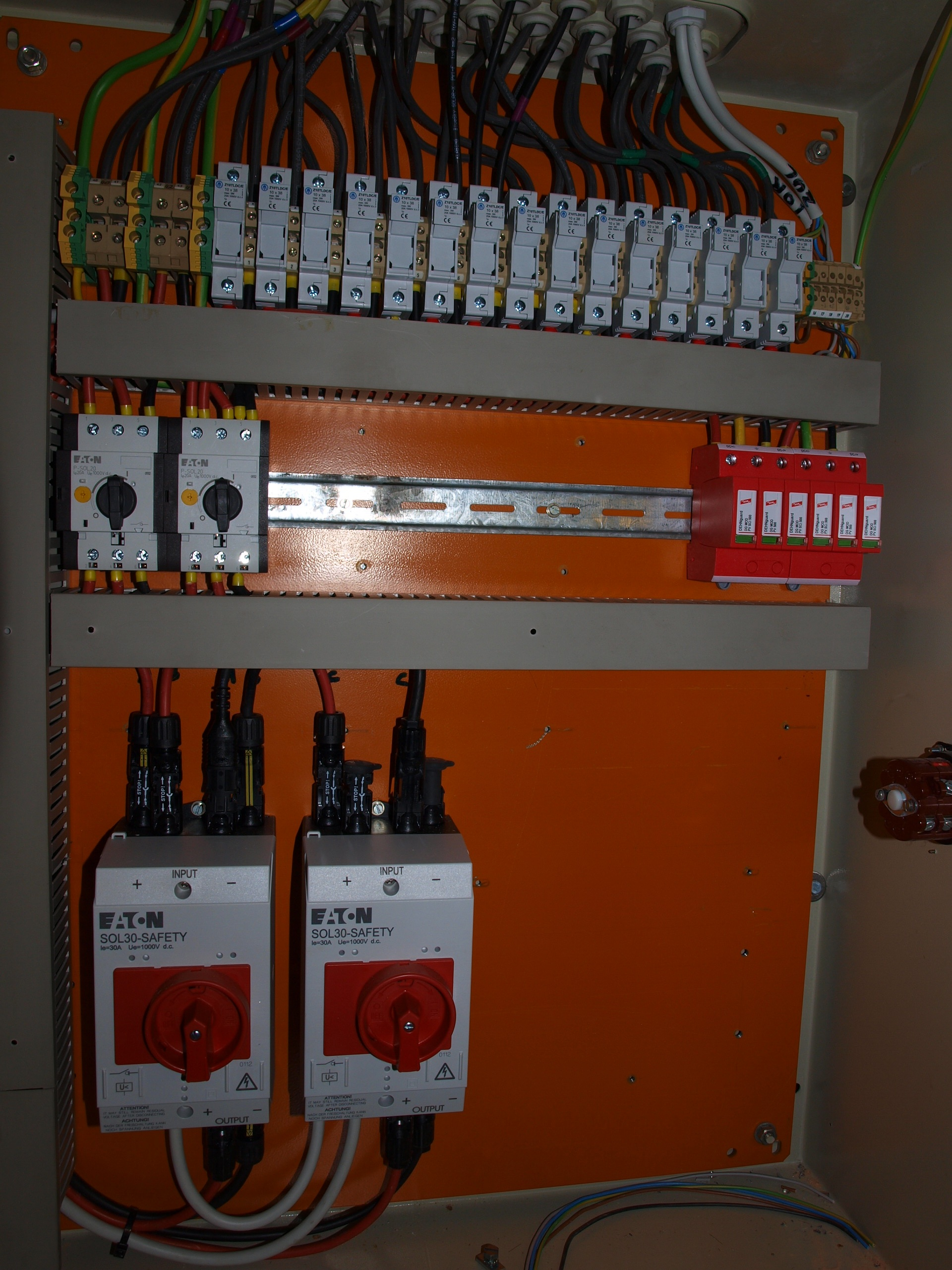
Schaltschrank mit Stringsicherungen, Stringschaltern, Überspannungsableitern und halbautomatischen Feuerwehrschaltern.

Ein Feuerwehrschalter ist ein Schalter, um Photovoltaikanlagen im Gefahrenfall oder zur Abwendung einer Gefahr schnell und möglichst nahe bei den Modulen von der restlichen Gleichstrom-Installation zu trennen.

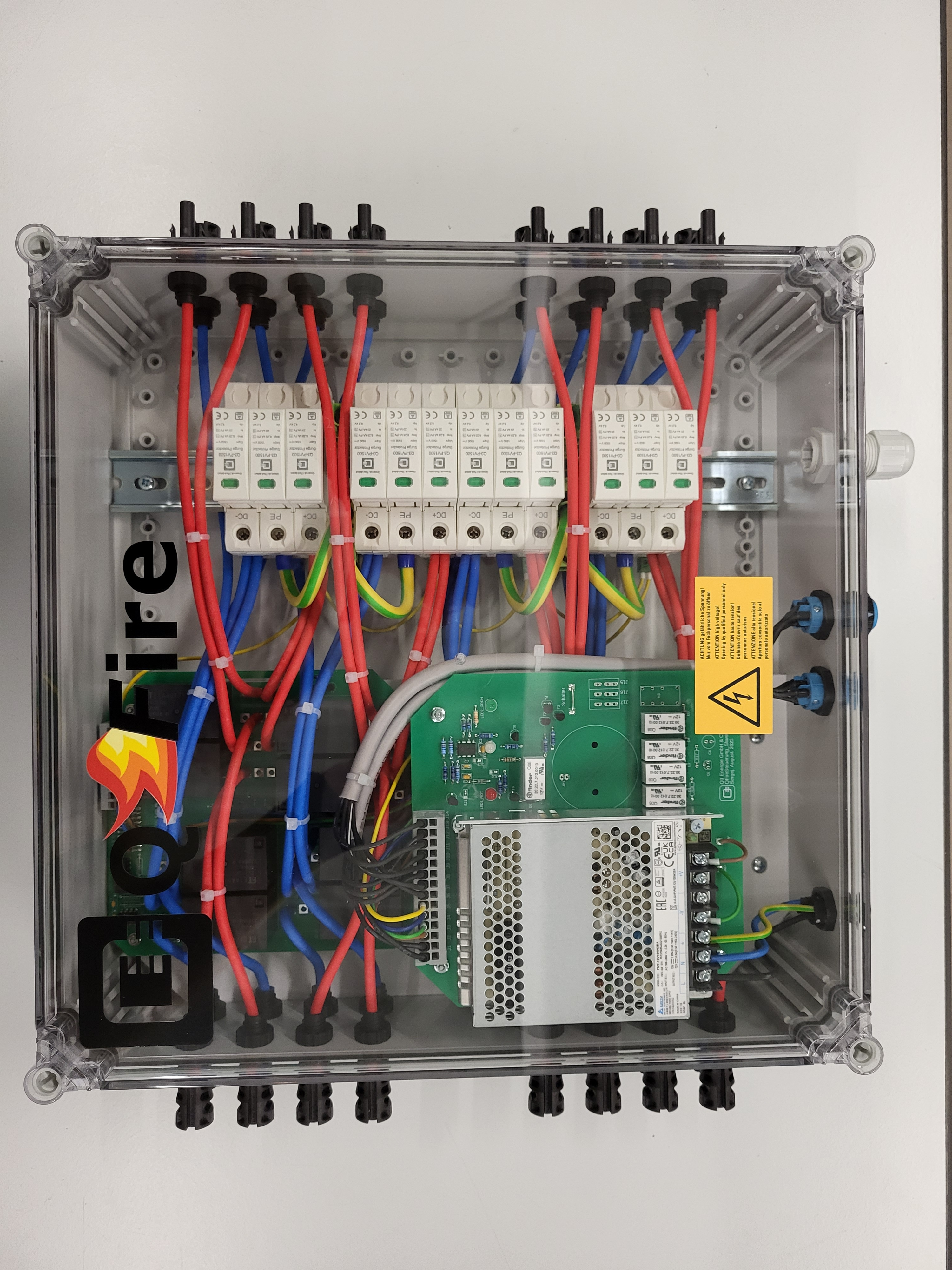
Schaltbox zum galvanischen Trennen von 8 Strings mit integriertem Überspannungsschutz

Je nach Einsatzfeld werden verschiedene Strategien verfolgt, im einfachsten Fall folgt der Auslösung eine Unterbrechung der energieführenden Leitung. Es kann auch ein Kurzschluss der Modulstromkreise (Strings) erfolgen, um die Spannung auf einen gefahrlosen Wert zu senken. Moderne Feuerwehrschalter trennen automatisiert galvanisch.

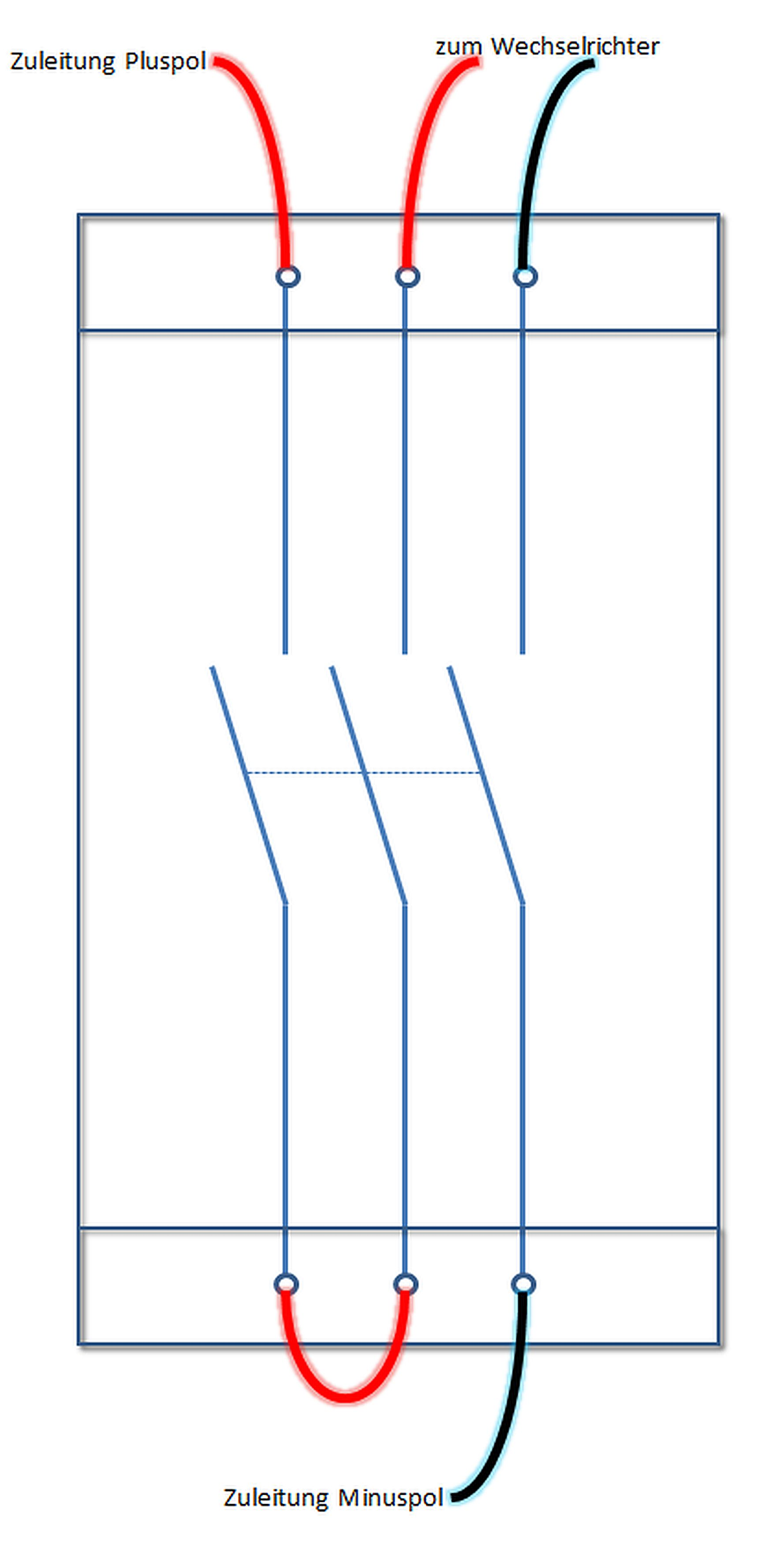
Feuerwehrschalter – Anschlussbeispiel 3-poliger Schalter als Unterbrechungsschalter.

## Aufbau
Der Feuerwehrschalter trennt als Unterbrechungsschalter durch eine Luftstrecke zwischen den Kontakten im Feuerwehrschalter den unter Spannung stehenden Teil der Module sicher von der restlichen Installation. Als Kurzschlussschalter schließt er den Stromkreis zwischen einem oder mehreren Modulen kurz, so dass die Spannung auf einen gefahrlosen Wert abgesenkt wird. In der Regel sind Feuerwehrschalter als fernbetätigte Schalter ausgestaltet, die z. B. vom Eingangsbereich eines Hauses oder der Feuermeldezentrale aus mit einem Schalter (z. B. Schlüsselschalter) ausgelöst werden.
Der Feuerwehrschalter ist in der Regel ein fernbetätigter Schalter mit zumindest zwei Schließern um sowohl die Plus- als auch die Minus-Leitung sicher abzutrennen, da die Gefahr des „Verkleben“ der Kontakte bei Schalten unter Last besteht. In der Praxis wird daher oft ein dreipoliger, fernbetätigter Schalter eingesetzt, bei dem entweder die Plus- oder die Minusleitung in Serie über einen weiteren Kontakt geführt wird. Elektronische Schalter (z. B. von Leistungsoptimierern) sind nicht immer sichere Schalter und können als Feuerwehrschalter nur teilweise verlässlich eingesetzt werden.

## Funktion
Wie bei allen elektrischen Anlagen kann es auch bei Photovoltaikanlagen zum Beispiel zu Unterbrechungen im Betrieb oder zur Beschädigung von Leitungen kommen. Dabei können Personen gefährdet werden, unter Umständen entsteht sogar ein Lichtbogen. Dies gilt insbesondere für die Leitungen zwischen den Modulen und dem Wechselrichter, da diese regelmäßig nicht abgesichert sind. Die Gefahr eines Kurzschlusses ist hingegen im Gegensatz zur Bordelektrik von Fahrzeugen oder Booten gering, da der Kurzschlussstrom einer Photovoltaikanlage nur geringfügig über dem Betriebsstrom liegt und die verwendeten Komponenten diesen ohne weiteres auch dauerhaft übernehmen können.
Um im Gefahrfall (z. B. Brand des Hauses) zu verhindern, dass hohe Spannungen an den Leitungen anliegen, die unter Umständen für die zu rettenden Personen oder Einsatzkräfte zu einer Gefahr werden, werden in bestimmten Ausführungsvarianten von Photovoltaikanlagen Feuerwehrschalter eingebaut. Diese Schalter sind für Ströme bis etwa 30 A und für hohe Nennspannungen (bis 1000 Volt DC) geeignet. Regelmäßig wird vom Hersteller des Schalters oder von den Behörden eine Sicherheitsreserve von 20 % zum maximal schaltbaren Strom gefordert (ein Feuerwehrschalter mit einer maximalen Strombelastbarkeit von 30 A darf dann nur mit maximal 24 A betrieben werden, wobei der Kurzschlussfall zu berücksichtigen ist).
Feuerwehrschalter werden zur Unterbrechung der Stromzufuhr oder zur Erzeugung eines Kurzschlusses in die zu einem „String“ zusammengefassten Module geschaltet. Dazu wird der Feuerwehrschalter möglichst nahe bei den Solarmodulen, jedenfalls vor bzw. kurz nach der Hauseinführung der Leitungen, installiert.
Der Feuerwehrschalter kann im Gefahrfall
- Manuell per Hand über einen Hauptschalter oder Notausschalter ausgelöst werden[5] oder
- löst selbsttätig aus, sobald die Verbindungsleitung zum Hauptschalter z. B. bei einem Brand, unterbrochen wird (Ruhestromprinzip[6]) oder
- löst bei Unterbrechung der Hauptspannungsversorgung des Gebäudes selbsttätig aus.[7]

Feuerwehrschalter können, da bei einer Wiederkehr der Hauptspannungsversorgung in der Regel kein gefährlicher Betriebszustand entsteht, selbsttätig wieder zuschalten, sobald alle zuvor definierten Sicherheitsparameter erfüllt werden (vollautomatischer Feuerwehrschalter).
Für Wartungsarbeiten können Feuerwehrschalter mechanisch (z. B. durch ein Vorhängeschloss) gegen ungewolltes Wiedereinschalten gesichert werden.

## Normen und Vorschriften
Feuerwehrschalter für Photovoltaikanlagen (PV-Anlagen) dienen der sicheren Abschaltung von Gleichstromleitungen, insbesondere im Brandfall. Ihre Notwendigkeit und technische Umsetzung sind in verschiedenen Normen und Anwendungsregeln festgelegt:
- DIN VDE 0105-100: Allgemeine Sicherheitsanforderungen für den Betrieb elektrischer Anlagen.
- DIN VDE 0100-712: Vorschriften zur elektrischen Sicherheit und Installation von PV-Systemen, einschließlich der Anforderungen an Freischaltmöglichkeiten.
- VDE-AR-E 2100-712: Spezielle Vorgaben für die Abschaltung von PV-Anlagen zum Schutz von Rettungskräften.
- IEC 60947-3: Technische Anforderungen an Schaltgeräte und Trennschalter zur sicheren Unterbrechung von Gleichstromverbindungen.

Diese Normen dienen als technische Grundlage für die Entscheidung, wann und wo ein Feuerwehrschalter erforderlich ist.

## Einsatzbereiche und rechtliche Situation
Obwohl die VDE-AR-E 2100-712 keine allgemeine Verpflichtung zum Einsatz von Feuerwehrschaltern vorsieht, wird deren Einbau in vielen Fällen durch regionale Vorschriften oder Ausschreibungen verlangt. Insbesondere bei großflächigen Dachanlagen und gewerblichen PV-Installationen ist der Einsatz solcher Abschaltvorrichtungen häufig eine Sicherheitsanforderung. Feuerwehrschalter lassen sich in Brandmeldesysteme integrieren und können eine automatische Abschaltung bei Notfällen ermöglichen. 

## Typen von Feuerwehrschaltern
Feuerwehrschalter müssen als Lastschalter so ausgelegt sein, dass sie die maximal auftretenden Nennströme schalten können.

### Halbautomatischer Feuerwehrschalter

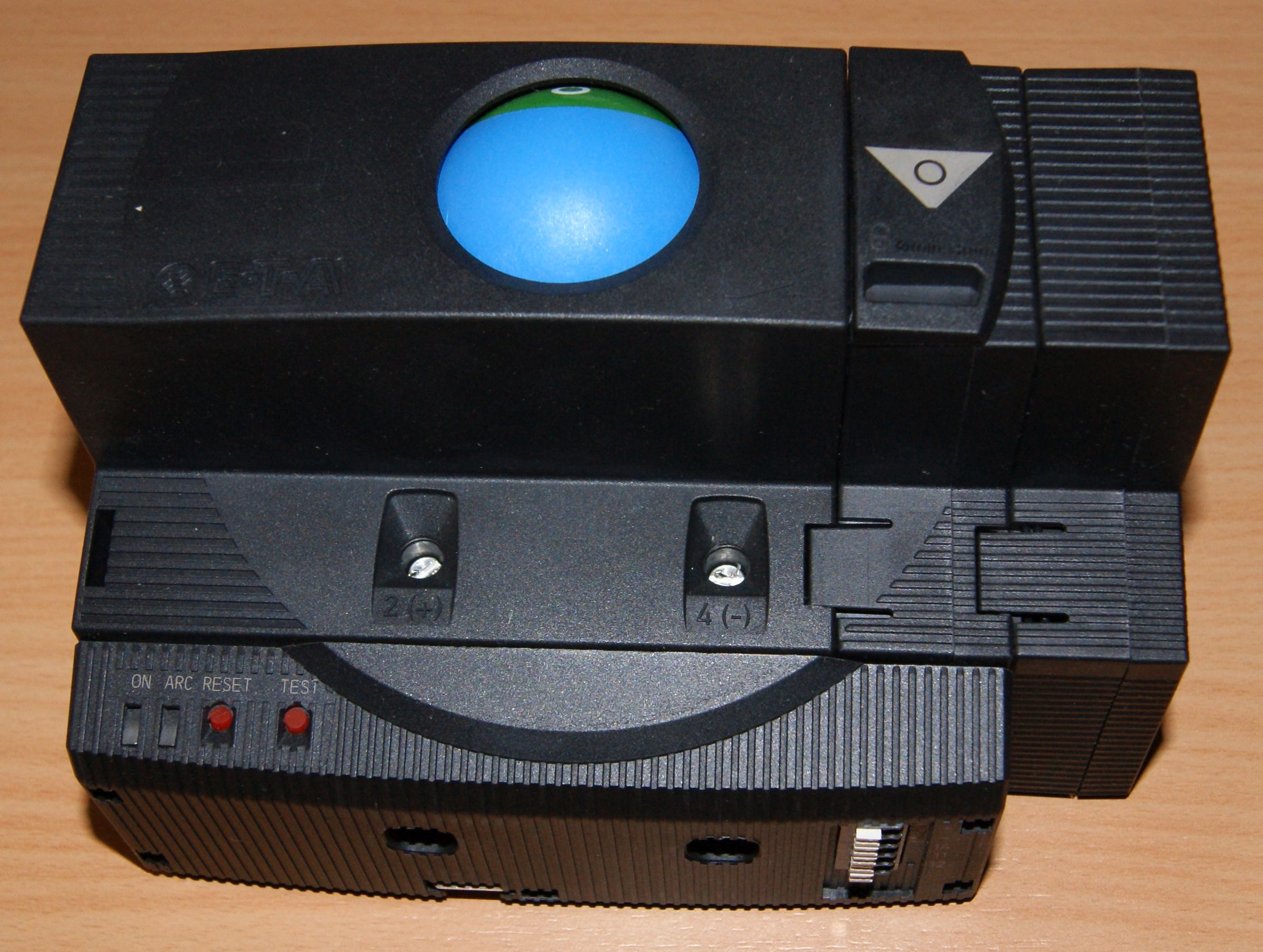
Vollautomatischer Feuerwehrschalter von E.T.A. zur Unterbrechung des Stromkreises.

Halbautomatische Feuerwehrschalter lösen selbständig aus. Diese müssen zur Wiedereinschaltung der Photovoltaikanlage händisch wieder zugeschaltet werden. Bei halbautomatischen Feuerwehrschaltern muss je nach Installationsort z. B. ein Dach betreten werden, um diese wieder einzuschalten, was zu einer Gefährdung von Personen führen kann.

### Vollautomatischer Feuerwehrschalter
Vollautomatische Feuerwehrschalter lösen selbständig aus. Diese schalten, sobald alle vorgesehenen Sicherheitsparameter vorliegen, die Photovoltaikanlage selbsttätig wieder zu.
SolarEdge hat ein eigenes Konzept entwickelt, bei dem die Sicherheitsabschaltung in den Leistungsoptimierern eingebaut wurde.

## Sicherheitskonzept
Da durch Photovoltaikanlagen in Bezug auf die möglichen Gefährdungen und Auswirkungen beim Ausfall einer Sicherheitseinrichtung (z. B. Feuerwehrschalter) gefährliche Zustände für Einsatzkräfte bewirkt werden können (Spannung im Gebäude, obwohl die Hauptstromversorgung abgeschaltet ist), ist eine Sicherheitsbetrachtung vorab durchzuführen. Das Ergebnis der Sicherheitsbetrachtung wird in einem schriftlichen Sicherheitskonzept dokumentiert und umgesetzt.
Beispiel: Nach der durchgeführten Sicherheitsbetrachtung ergibt sich für eine konkrete Anlage, dass der Schaltzustand der Feuerwehrschalter so zur Zentrale gemeldet werden soll, dass erst bei Abschaltung aller Feuerwehrschalter eine Kontrollleuchte diesen sicheren Schaltzustand (Spannungsfreiheit) signalisiert. Löst auch nur einer der Feuerwehrschalter nicht aus oder wurde die Steuerleitung für die Signalisation unterbrochen, kann nach dieser festgelegten Sicherheitsanforderung nicht von einer sicheren, abgeschalteten Photovoltaikanlage ausgegangen werden ("Leuchte ein – alle Feuerwehrschalter aus"). Für diese Signalisation ist daher zur Erfüllung der festgelegten Sicherheitsanforderungen das Arbeitsstromprinzip anzuwenden.

## Funktionskontrolle
Feuerwehrschalter sind gemäß den Angaben des Herstellers der Photovoltaikanlage regelmäßig vom Anlagenverantwortlichen bzw. dem Anlagenbetreiber auf ihre Funktion zu überprüfen. Dabei sollte die Abschaltung nicht bei Volllast der Anlage erfolgen, sondern, um die Kontakte der Feuerwehrschalter zu schonen, bei geringer Last (geringer Sonneneinstrahlung). Das Ergebnis des Funktionstests ist zu dokumentieren.

## Sicherheitshinweise
- Die Schaltung von Photovoltaikanlagen und Feuerwehrschaltern ist grundsätzlich recht einfach. Dennoch dürfen Einbau, Ausbau, Reparatur oder Wartung eines Feuerwehrschalters nur von einem Fachmann durchgeführt werden.
- Arbeiten an einem elektrischen Gleichspannungsnetz dürfen nur von einem Fachmann durchgeführt werden. Es besteht bei unsachgemäßer Handhabung oder falschem Einbau oder Verwendung die Gefahr von Personen- und Sachschäden.

## Alternative Maßnahmen
Neben der Installation eines Feuerwehrschalters können auch andere Maßnahmen wirksam verhindern, dass im Gebäude eine Gefahr für Personen und Sachen durch Photovoltaikleitungen entstehen können. Dies sind z. B.
- Unterputzverlegung der Leitungen,
- sonstige brandsichere Verlegung der Leitungen (z. B. mit Brandschutzband),
- Montage der Wechselrichter außerhalb des Gebäudes.[3]